# Jacob Utenzacke
Jacob Utenzacke (veertiende eeuw) was burgemeester van Brugge.

## Levensloop
Jacob Uten Zacke behoorde tot een notabele Brugse familie van geldwisselaars. Hij werd schepen van de stad in 1305-1306. In 1306-1307 was hij raadslid. Van februari 1308 tot februari 1309 was hij burgemeester van de schepenen.
Het was een onrustige tijd, in de nasleep van het opgelegde Verdrag van Athis-sur-Orge dat regelmatig aanleiding gaf tot oproer. Op 24 april 1309 vonden in Brugge manifestaties plaats die gericht waren tegen het vredesverdrag en die gepaard ging met geweldplegingen tegenover leden van het stadsbestuur. 
Michiel van Loo, graanhandelaar van beroep, was een vooraanstaande klauwaard. In de periode 1302-1309 werd hij vaak door Brugge ingezet als diplomaat voor missies bij de koning van Frankrijk op bij die van Engeland. Hij nam ook vaak deel aan besprekingen met de andere Vlaamse steden, in grote mate gewijd aan het bekritiseerde vredesverdrag. In 1306-1307 was hij schepen van de stad en in 1307-1308 burgemeester van de raadsleden. In 1308-1309 was hij opnieuw schepen. De vele besprekingen brachten ook vergaderingen mee met Robrecht van Kassel en het waren deze contacten die sommige tegenstanders van het Verdrag ongunstig opvielen en het vermoeden deden ontstaan dat Van Loo zich liet overtuigen om de kant van de graaf te kiezen. Het gevolg was dat hij door razende amokmakers werd doodgeslagen. De stad Brugge werd verantwoordelijk gesteld voor de moord. 
Dezelfde dag werd ook Pieter Uten Zacke, een van onregelmatigheden in de stadsfinanciën beschuldigde oud-thesaurier van de stad, eveneens doodgeslagen. Hij was zeer waarschijnlijk de broer van de burgemeester. De goederen van Pieter Uten Zacke en van de tweede thesaurier Heinric van Hertsberghe werden door het stadsbestuur in beslag genomen en beheerd. Hetzelfde gebeurde met de goederen van onder meer oud-burgemeester Jacob Uten Zacke, die openbaar werden verkocht.

## Bron
- Dirk VANDENAUWEELE, Schepenbank en schepenen te Brugge (1127-1384). Bijdrage tot de studie van een gewone stedelijke rechts- en bestuursinstelling, met lijst van Wetsvernieuwingen van 1211 tot 1357, doctoraatsverhandeling (onuitgegeven), Katholieke Universiteit Leuven, 1977.